# Ushuaia Loppet
Ushuaia Loppet  är ett långlopp på längdskidor i Argentina. Det avgjordes första gången 1986.

### Fotnoter
1. ↑  ”Ushuaia Loppet” (på engelska). Worldloppet. http://www.worldloppet.com/ushuaia-loppet.php. Läst 4 mars 2015.